# Fissiscapus fractus
Fissiscapus fractus là một loài nhện trong họ Linyphiidae. Loài này được phát hiện ở Colombia.